# 가부토누마역
가부토누마역(일본어: 兜沼駅)은 일본 홋카이도 데시오 군 도요토미정에 위치한 홋카이도 여객철도 소야 본선의 철도역이다. 역 번호는 W76이며, 상대식 승강장 2면 2선의 구조를 갖춘 지상역이다.

## 이용 현황
- 1981년도 : 61명.
- 1992년도 : 34명.

## 역 주변
- 도요토미 정청 가부토누마 지소
- 가부토누마 공원
- 가부토누마 공원 캠프장

## 역사
- 1924년 6월 25일 : 철도성 데시오미나미 선 왓카나이 역 (現 · 미나미왓카나이 역) - 이 역간 개통에 수반해 개업. 일반역.
- 1926년 9월 25일 : 국유 철도 데시오미나미 선 호로노베 역 - 데시오키타 선 이 역간 연신 개통에 수반해 중간역으로 한다. 또한 데시오미나미 선과 데시오키타 선을 통합해 선로명을 데시오 선으로 개칭, 그것에 수반해 이 선의 역으로 한다.
- 1930년 4월 1일 : 데시오 선을 소야 본선으로 편입, 그것에 수반해 이 선의 역으로 한다.
- 1982년 3월 29일 : 화물 취급 폐지.
- 1984년
  - 2월 1일 : 소화물 취급 폐지.
  - 11월 10일 : 출 · 개찰 업무를 정지해 여객 업무에 대해서는 무인화. 단, 폐색 취급의 운전 요원은 계속 배치.
- 1986년 11월 1일 : 전자 폐색화에 수반해 완전 무인화.
- 1987년 4월 1일 : 일본국유철도 분할 민영화에 의해, 홋카이도 여객철도가 승계.

## 인접 역
| 소야 본선                    | 소야 본선   | 소야 본선              |
| ---------------------------- | ----------- | ---------------------- |
| W74 도요토미 아사히카와 방면 | ■ 소야 본선 | 유치 W77 왓카나이 방면 |